# Swjatohirsk
Swjatohirsk (ukrainisch Святогірськ – bis 2003 Слов'яногірськ Slowjanohirsk; russisch Святогорск Swjatogorsk) ist eine Stadt in der Oblast Donezk im Osten der Ukraine mit 4600 Einwohnern (2014).
Swjatohirsk ist die grünste Stadt in der Ukraine – im Jahr 2004 entfielen 144,2 m² Park auf jeden Einwohner. Dadurch ist die Stadt zum Zentrum der regionalen Erholungsindustrie geworden.

## Geographische Lage
Swjatohirsk gehörte bis 2020 zum Stadtkreis vom Slowjansk, liegt aber 30 Kilometer nördlich dieser Stadt am Siwerskyj Donez, die Oblasthauptstadt Donezk liegt etwa 120 Kilometer südlich.
Die Stadt liegt an der Bahnstrecke Charkiw–Horliwka der Donezka Salisnyzja.

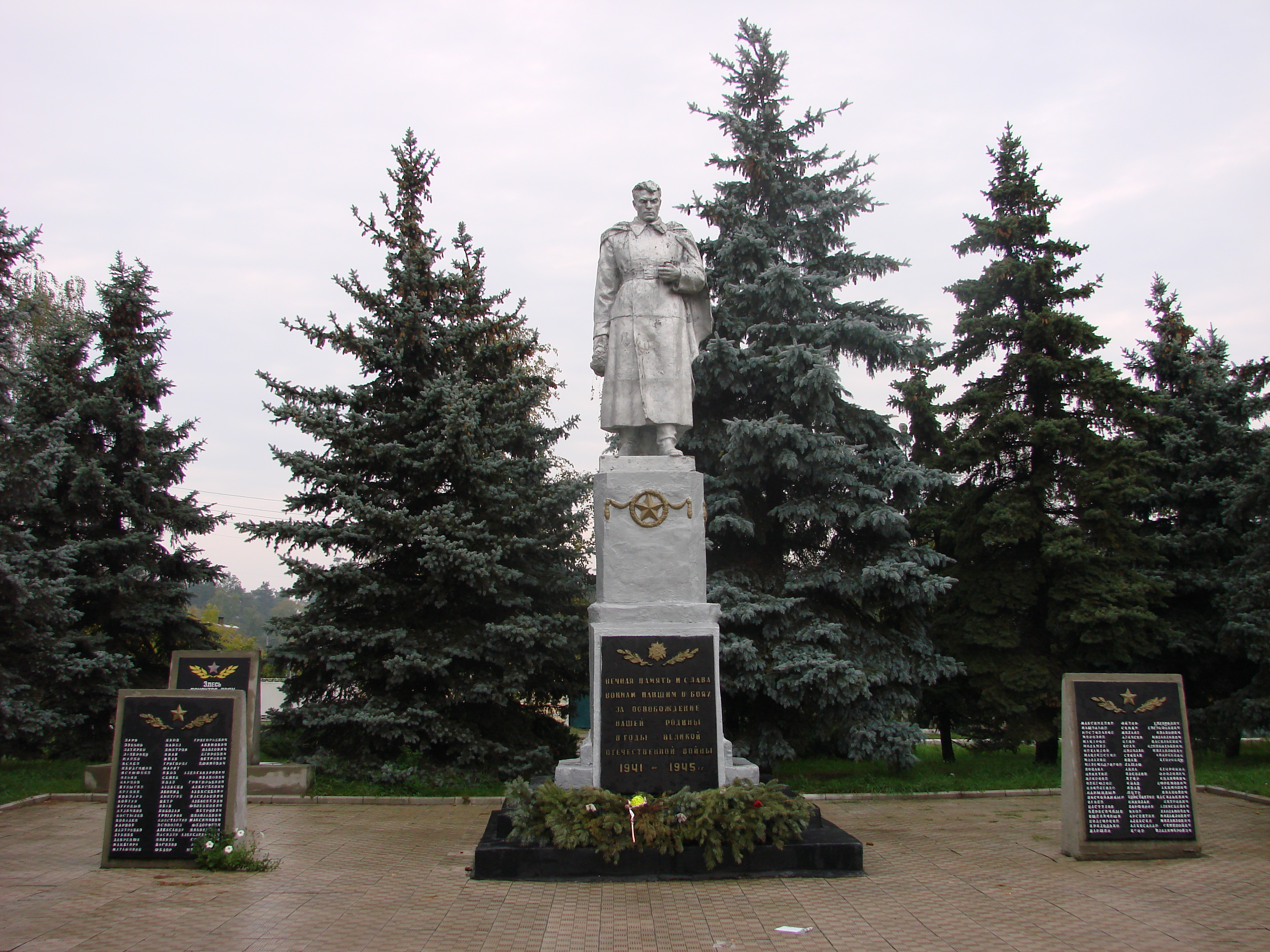
Kriegerdenkmal in der Stadt

## Geschichte
Der Ort entstand als Siedlung nahe dem Kloster Swjatohirsk, das seit dem 16. Jahrhundert bezeugt ist. In der ersten Hälfte des 18. Jahrhunderts ist die linksufrige Sloboda Banno (Банно) bezeugt, am rechten Ufer entstand im 19. Jahrhundert eine weitere Siedlung, die später Tetjaniwka (Тетянівка) genannt wurde. Bis 1938 hieß dieser Doppelort Banno-Tetjaniwka (Банно-Тетянівка). Nach dem Erhalt des Status einer Siedlung städtischen Typs wurde er in Bannowske Банновске umbenannt, erhielt 1964 das Stadtrecht und hieß dann Slowjanohirsk (ukrainisch Слов'яногірськ), am 15. Mai 2003 erfolgte die Umbenennung auf den heutigen Namen.
Zwischen 1930 und 1941 fuhr zwischen dem Bahnhof und dem Kloster im Ort die mit Benzol betriebene Straßenbahn Swjatohirsk. Nach dem Krieg wurde der Betrieb nicht wieder aufgenommen und der Verkehr auf Autobus umgestellt.

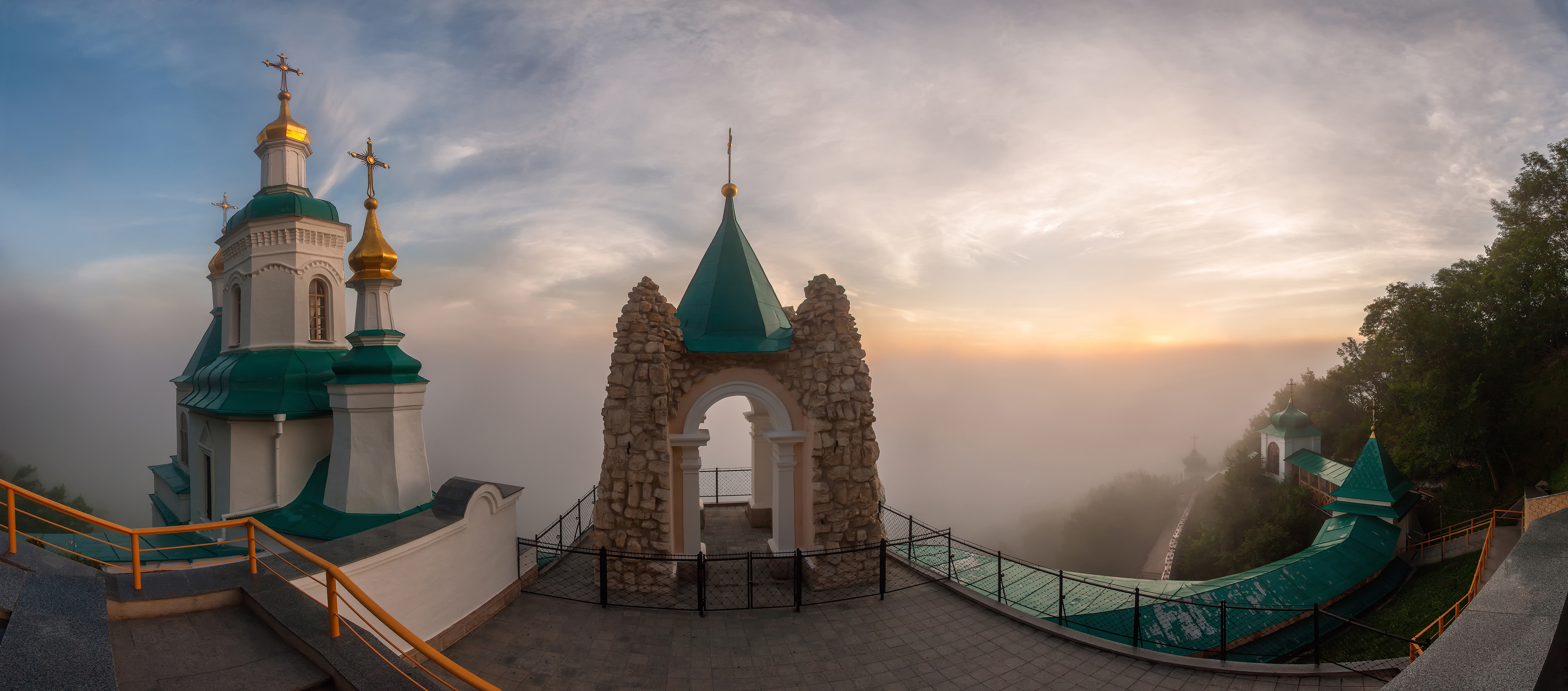
Kloster, Nahansicht

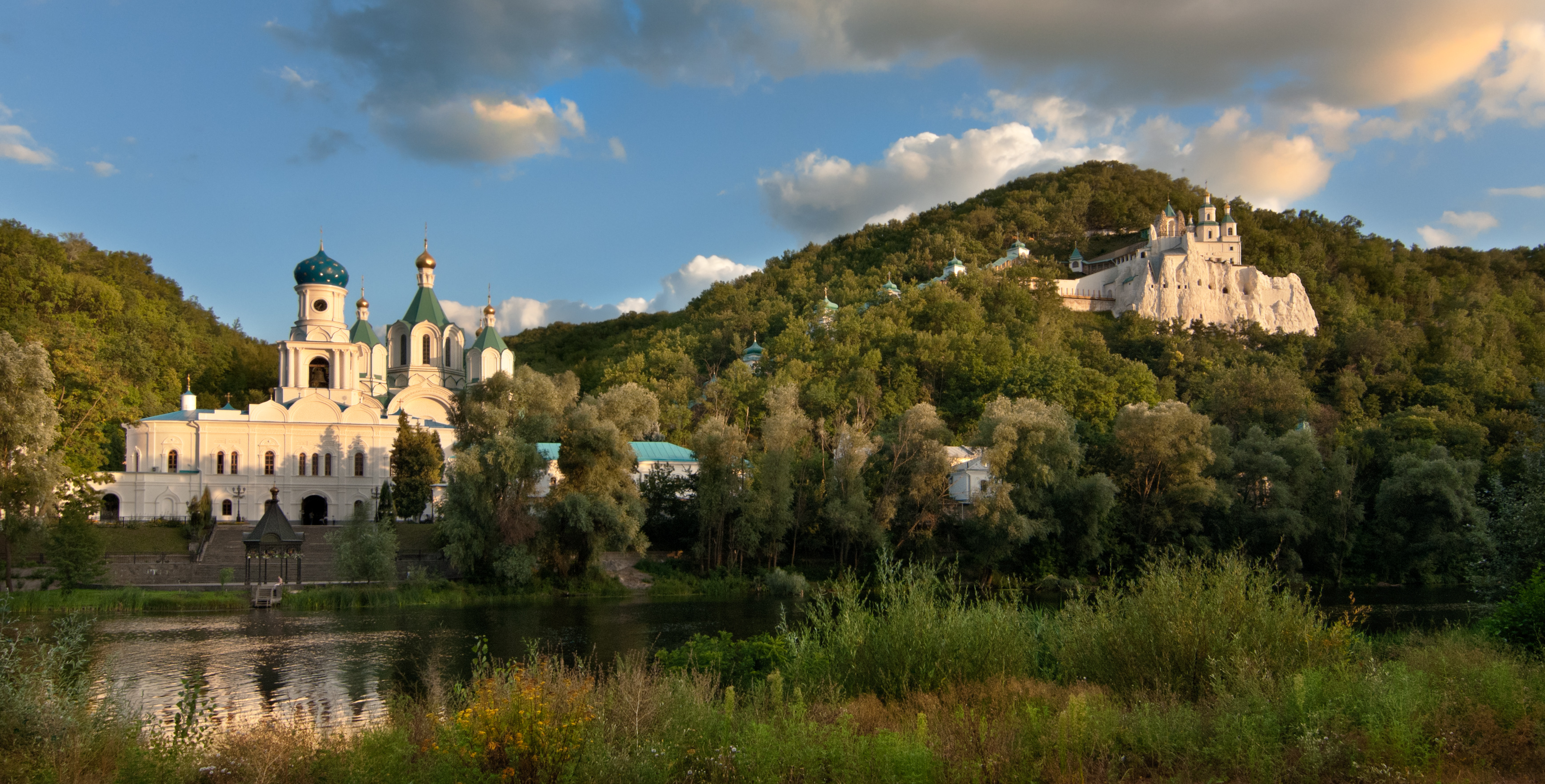
Kloster

Anfang Juni 2022 wurde Swjatohirsk von russischen Streitkräften während des russischen Überfalls auf die Ukraine erobert. Am 12. September 2022 kam der Ort wieder unter ukrainische Kontrolle. Bei den Kämpfen wurde der Ort schwer getroffen.

## Verwaltungsgliederung
Am 12. Juni 2020 wurde die Stadt zum Zentrum der neugegründeten Stadtgemeinde Swjatohirsk (Святогірська міська громада/Swjatohirska miska hromada). Zu dieser zählen auch die 12 in der untenstehenden Tabelle aufgelisteten Dörfer, bis dahin bildete sie die gleichnamige Stadtratsgemeinde Swjatohirsk (Святогірська міська рада/Swjatohirska miska rada) welche wiederum ein Teil der Stadtratsgemeinde von Slowjansk und im Norden des ihn umschließenden Rajons Slowjansk lag.
Am 17. Juli 2020 wurde der Ort ein Teil des Rajons Kramatorsk.
Folgende Orte sind neben dem Hauptort Swjatohirsk Teil der Gemeinde:
| Name                     | Name             | Name                                    |
| ukrainisch transkribiert | ukrainisch       | russisch                                |
| ------------------------ | ---------------- | --------------------------------------- |
| Adamiwka                 | Адамівка         | Адамовка (Adamowka)                     |
| Bohorodytschne           | Богородичне      | Богородичное (Bogoroditschnoje)         |
| Chrestyschtsche          | Хрестище         | Крестище (Krestischtsche)               |
| Dolyna                   | Долина           | Долина (Dolina)                         |
| Hlyboka Makatycha        | Глибока Макатиха | Глубокая Макатиха (Glubokaja Makaticha) |
| Krasnopillja             | Краснопілля      | Краснополье (Krasnopolje)               |
| Majaky                   | Маяки            | Маяки (Majaki)                          |
| Masaniwka                | Мазанівка        | Мазановка (Masanowka)                   |
| Mykilske                 | Микільське       | Никольское (Nikolskoje)                 |
| Pryschyb                 | Пришиб           | Пришиб (Prischib)                       |
| Sydorowe                 | Сидорове         | Сидорово (Sidorowo)                     |
| Tetjaniwka               | Тетянівка        | Татьяновка (Tatjanowka)                 |